# Partido Revolucionario del Pueblo (Congo)
El Partido Revolucionario del Pueblo (en francés: Parti de la révolution du peuple, sigla PRP) fue un partido político clandestino que existió en el República del Congo y en Zaire. El PDP fue un movimiento político de ideología marxista nacido en las convulsiones de la crisis del Congo, siendo fundado en 1967 en Fizi por Laurent-Désiré Kabila, que décadas más tarde lograría derrocar a Mobutu y tomar el control de la República Democrática del Congo.

## Historia
Exmilitante del Movimiento Nacional Congoleño de Patrice Lumumba y partidario de Pierre Mulele en la efímera República Popular del Congo, Laurent-Désiré Kabila, se retiró con sus hombres en 1965 a las montañas de la región de Fizi, al este de la República Democrática del Congo. Obteniendo un control limitado de los pueblos de montaña, organizaron una comuna popular, Hewa Bora, siguiendo el modelo chino. El 24 de diciembre de 1967, fundaron el Partido Revolucionario del Pueblo (PRP) en un intento de establecer un partido de masas que derrocara a Mobutu y extendiera la revolución por todo el país, estableciendo un Congo socialista. El PRP fue Maoísta en inspiración y recibió apoyo de China y de Julius Nyerere de Tanzania.
Inspirado por el derrocamiento de 1979 de Idi Amin y por la Guerra civil de Uganda, Kabila y sus seguidores estaban convencidos de que se daban las condiciones para una Guerra Popular Prolongada en Zaire. El PRP inició una serie de levantamientos e insurrecciones guerrilleras conocidas como Guerras Moba. Sin embargo, después de varios años de lucha armada, las FAZ lograrán aplastar a los insurgentes maoístas, que quedaron reducidos a una red debilitada y dispersa por África oriental, con conexiones en Europa. Tras el Genocidio ruandés y la crisis del Zaire, Kabila, que había abandonado el maoísmo, reapareció en la escena política como uno de los principales líderes en contra del Mobutismo. Por invitación de los nuevos regímenes de Uganda (Yoweri Museveni) y Ruanda (Paul Kagame), Laurent-Désiré Kabila se convirtió en 1996 en portavoz del Alianza de Fuerzas Democráticas para la Liberación del Congo (AFDL), una coalición heterogénea de fuerzas hostiles a Mobutu, incluidos el CNRD, el ADP y el MRLZ. Con la fundación de la AFDL, el PRP desapareció formalmente.